# Aitíth mac Laigni
Aitíth mac Laigni (mort en 898) (également nommé Aidíth) est un roi d'Ulaid, l'actuel Ulster. Il appartient à une lignée de la dynastie du Dál nAraidi connu sous le nom de  Uí Echach Cobo dans la partie ouest de l'actuel comté de  Down. Il règne sur l'Ulaid de 896 à 898.

## Biographie
Le dernier de ses ancêtres à avoir accédé au trône d'Ulaid est Fergus mac Áedain (mort en 692) dont il est le descendant à la 6e génération. Il semble qu'il soit devenu roi de Coba (Cuib) en 882 à après la mort de Conallán mac Máele Dúin.
Il est mentionné pour la première fois dans les chroniques d'Irlande en 893 lorsqu'il est à l'origine de désordres à Armagh entre l'Ulaid et le Cenél nEógain. Des hommes sont tués et l'abbé Máel Brigte mac Tornáin doit s'interposer entre les deux partis. Une compensation doit être versée à l'abbé pour son intermediation. Cette même année il tue le roi d'Ulaid, Bécc mac Airemóin du Dal Fiatach. Il est également le responsable du meurtre de
Muiredach mac Eochocáin (mort en 895), un autre souverain d'Ulad du Dal Fiatach.
Aitíth devient alors roi à son tour en 896.
Il semble toutefois devoir faire face à la compétition de Cenn Étig mac Lethlobair de la lignée principale du Dál nAraidi. L'année de son accession au trône Cummascach mac Muiredaig, le roi d'Ard Cianachta, une tribu sujette du royaume de Brega dans l'actuel comté de Louth est tué par les Ulaid. La même année il mène une armée alliée avec le Conaille Muirtheimne dans la région de Dundalk également dans le comté de Louth qui défait les vikings norvégiens et tue  Amlaíb le fils d' Ímar.
Les interventions d'Aitíth dans la région de Louth inquiètent les rois de Brega des Uí Néill du sud et en 897 le roi, Máel Finnia mac Flannacain (mort en 903) défait les forces des Ulaid et du Dál nAraidi lors de la bataille de Rath Cró. Parmi les morts, on compte Muiredach mac Mac Éitig, roi de Dál nAraidi et Aindiarraid mac Máele Mocheirge, roi de Leth Cathail (Lecale) une lignée cadette du Dal Fiatach. Aitíth réussit à s'échapper mais il est grièvement blessé. L’année suivante, il est assassiné par ses propres partisans.
Ses descendants, les Ua hAiteidh, dominent le Uí Echach Cobo de la fin du Xe siècle au début du XIIe siècle.

## Sources
- Annales d'Ulster sur  sur University College Cork
- Chronicon Scotorum sur  sur University College Cork
- (en) Byrne, Francis John (2001), Irish Kings and High-Kings, Dublin: Four Courts Press  (ISBN 978-1-85182-196-9)
- (en) Charles-Edwards, T. M. (2000), Early Christian Ireland, Cambridge: Cambridge University Press  (ISBN 0-521-36395-0)
- (en) T.W Moody, F.X. Martin, F.J. Byrne, A New History of Ireland IX Maps, Genealogies, Lists. A companion to Irish History part II, Oxford, Oxford University Press, 2011 (ISBN 9780199593064), p. 133 Genealogical Tables. Table n°7 Kings of Ulster (Cruthin) to 972